# 拉格蘭奇 (德克薩斯州)
拉格蘭奇（英語：La Grange）是一個位於美國德克薩斯州費耶特縣的城市。根據2010年美國人口普查，該地共人口4641人，而該地的面積約為10.74平方千米。同時該地也是費耶特縣的縣治。

## 地理
拉格蘭奇的座標為29°54′30″N 96°52′30″W / 29.90833°N 96.87500°W，而該地的平均海拔高度為81米（即266英尺）。